# Kevin Korjus

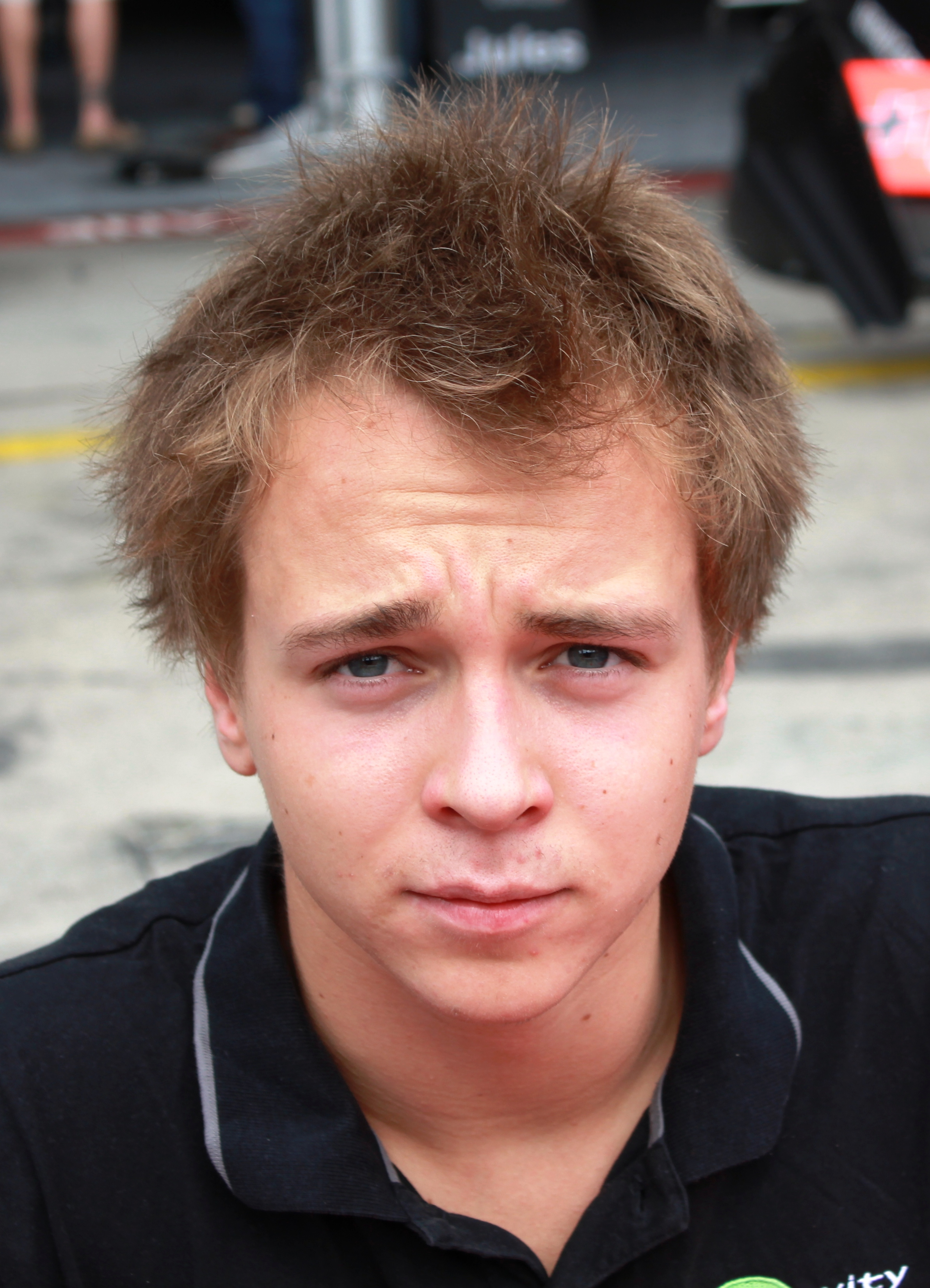
Kevin Korjus (2012)

Kevin Korjus (* 9. Januar 1993) ist ein estnischer Automobilrennfahrer. Er trat 2011 und 2012 in der Formel Renault 3.5 an. 2013 startete er in der GP3-Serie.

## Karriere
Wie die meisten Motorsportler begann Korjus seine Karriere im Kartsport und war bis 2008 in dieser Sportart aktiv. Außerdem gab er für das TT Racing Team sein Debüt im Formelsport und wurde auf Anhieb Vizemeister der finnischen Formel Renault. 2009 blieb er beim TT Racing Team und trat in der nordeuropäischen Formel Renault an. Mit einem zweiten Platz als bestes Resultat belegte er am Saisonende den fünften Platz in der Fahrerwertung. 2010 wechselte er zum finnischen Rennstall Koiranen Bros. Motorsport und ging im Formel Renault 2.0 Eurocup an den Start. Korjus fuhr sofort vorne mit und erzielte im ersten Rennen einen Sieg. Mit insgesamt neun Siegen sicherte er sich den Meistertitel bereits ein Rennwochenende vor Saisonende. Mit einem Alter von 17 Jahren ist Korjus der jüngste Meister in der Geschichte dieser Rennserie. Darüber hinaus nahm er an fünf Rennen der nordeuropäischen Formel Renault teil und entschied alle Läufe für sich. In der Gesamtwertung wurde er Achter.

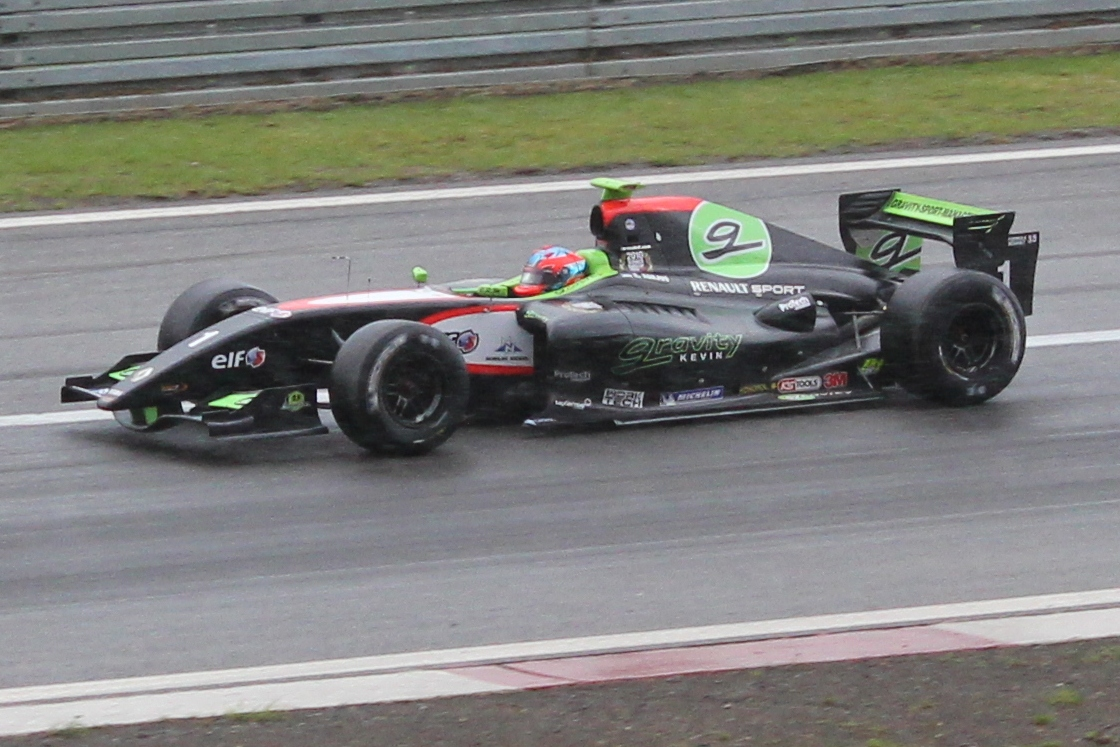
Kevin Korjus nach seinem Sieg auf dem Nürburgring in der Formel Renault 3.5

2011 trat Korjus für den Rennstall Tech 1 Racing, der im Vorjahr die Teammeisterschaft für sich entschieden hatte, in der Formel Renault 3.5 an. Bereits bei seinem zweiten Rennen in Alcañiz gewann er sein erstes Rennen. Damit wurde er zum bis dahin jüngsten Fahrer, der ein Rennen dieser Meisterschaft für sich entschied. Im Verlauf der Saison folgten zwei weitere Siege in Monza und auf dem Nürburgring. Er schloss die Saison schließlich auf dem sechsten Platz in der Fahrerwertung ab. Darüber hinaus nahm er für DAMS an einem Rennwochenende der Auto GP teil. Nach der Saison absolvierte er für Renault seinen ersten Formel-1-Test. 2012 bestritt Korjus seine zweite Saison in der Formel Renault 3.5. Zunächst blieb er bei Tech 1 Racing. Während sein Teamkollege Jules Bianchi um den Titel fuhr, erzielte Korjus mit einem dritten Platz nur eine Podest-Platzierung. Nach dem sechsten Rennwochenende trennten sich Tech 1 und Korjus, der sich umgehend dem von Charouz Racing System betreuten Lotus-Team anschloss. Korjus blieb in der Saison 2012 ohne Sieg und beendete die Saison auf dem zehnten Platz der Fahrerwertung. Darüber hinaus nahm Korjus 2012 am Macau Grand Prix teil.
2013 kehrte Korjus zu Koiranen GP zurück und stieg zusammen mit dem Rennstall in die GP3-Serie ein. Mit zwei zweiten Plätzen als beste Resultate wurde Korjus als bester Fahrer seines Teams Gesamtsiebter. Darüber hinaus nahm Korjus an einer Veranstaltung der europäischen Formel-3-Meisterschaft und dem Macau Grand Prix teil.

## Statistik

### Karrierestationen
| - 2008: Finnische Formel Renault (Platz 2) - 2009: Nordeuropäische Formel Renault (Platz 5) - 2010: Formel Renault 2.0 Eurocup (Meister) - 2010: Nordeuropäische Formel Renault (Platz 8) | - 2011: Formel Renault 3.5 (Platz 6) - 2011: Auto GP (Platz 18) - 2011: Formel 1 (Testfahrer) - 2012: Formel Renault 3.5 (Platz 10) | - 2013: GP3-Serie (Platz 7) - 2013: Europäische Formel 3 |

### Einzelergebnisse in der GP3-Serie
| Jahr | Team        | 1   | 2   | 3   | 4   | 5   | 6   | 7   | 8   | 9   | 10  | 11  | 12  | 13  | 14  | 15  | 16  | Punkte | Rang |
| ---- | ----------- | --- | --- | --- | --- | --- | --- | --- | --- | --- | --- | --- | --- | --- | --- | --- | --- | ------ | ---- |
| 2013 | Koiranen GP | ESP | ESP | ESP | ESP | GBR | GBR | GER | GER | HUN | HUN | BEL | BEL | ITA | ITA | UAE | UAE | 107    | 7.   |
| 2013 | Koiranen GP | 8   | 2   | 3   | 6   | 2   | 9   | 20* | 15  | 7   | 3   | 4   | 5   | 6   | 5   | 12  | 12  | 107    | 7.   |